# San Nicolas (Ilocos Norte)
San Nicolas é um município de  segunda classe de renda municipal (d) na província Ilocos Norte, nas Filipinas. De acordo com o censo de 1 de maio  de  2020 possui uma população de 38 895 pessoas e 9 404 domicílios.